# Franco Mussis
Franco Gabriel Mussis (La Plata, Argentina, 19 de abril de 1992) es un futbolista   que  Juega como centrocampista. Actualmente se encuentra en Universidad de Concepción de la Primera B de Chile. 

## Trayectoria

### Gimnasia LP
Franco Mussis ingresó a Gimnasia y Esgrima La Plata en el fútbol infantil y realizó todas las divisiones inferiores en el club. Debutó el 15 de abril de 2012, ingresando a los 29 minutos del segundo tiempo frente a Gimnasia de Jujuy, el director técnico que lo puso en Primera fue Pedro Troglio. Su primer gol lo convirtió el 10 de marzo de 2013, frente a Olimpo de Bahía Blanca en la victoria de su equipo por 3-0.
Formó parte del equipo de Gimnasia que logró el ascenso el 28 de mayo del 2013 en el estadio Estadio Mario Alberto Kempes. Además de haber hecho público su fanatismo por Gimnasia, (algo que ya era evidente), decidió tatuarse en su brazo derecho la fecha del ascenso que él y el club lograron en el año 2013.
El domingo 8 de diciembre de 2013, Franco anotó su primer gol en Primera División frente a Boca Juniors, por la decimonovena fecha del Torneo Inicial 2013. El partido finalizó 1-1.

### Breve paso por Europa

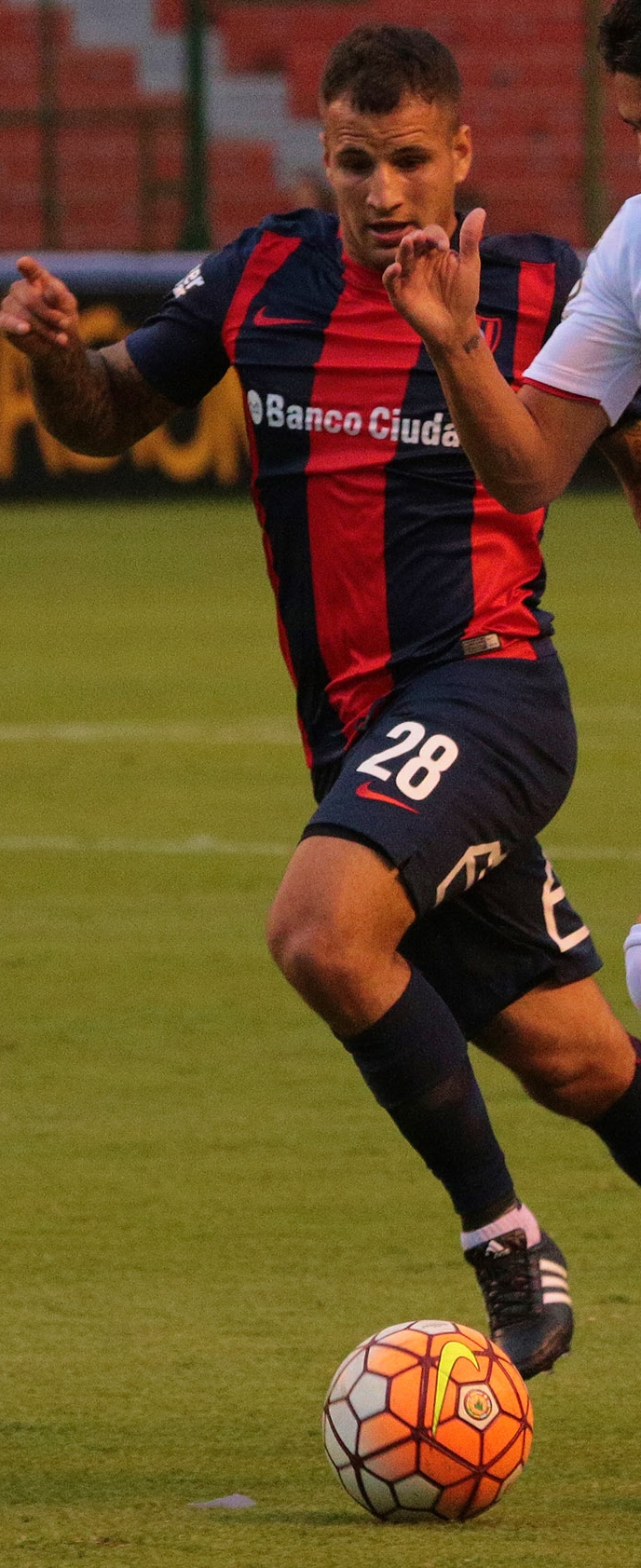
Mussis disputando la Copa Libertadores 2016 con San Lorenzo.

En el mes de febrero del año 2014, Gimnasia vende parte de la ficha del jugador al FC Copenhague de Dinamarca tras jugar el Torneo Final 2014 por cinco temporadas.
El 5 de julio el 2014, convierte su primer gol con la camiseta del FC Copenhague, fue en un amistoso frente al AC Horsens. Con algunos amistosos con el club, y un solo partido oficial en la liga, pasa a préstamo con opción de compra al Genoa FC de la Serie A de Italia. En el club italiano haría su debut el 31 de agosto de 2014, ingresaría para jugar solo siete minutos en una derrota por 2-1 frente al SSC Napoli por la Serie A. El 3 de diciembre de 2014, disputa el segundo y último partido en Italia, por la Copa Italia jugando todo el partido en la derrota 2-0 frente al Empoli.

### San Lorenzo
Tras su frustrado paso por el Viejo Continente, el 12 de enero de 2015 se convierte en la primera incorporación de San Lorenzo de Almagro para afrontar un duro semestre y principalmente defender la Copa Libertadores obtenida el año anterior. Su debut en el ciclón fue 6 de febrero del 2015, por el partido de ida de la Recopa Sudamericana frente a River Plate. Su debut en las redes fue el 23 de febrero frente a Defensa y Justicia en donde le daría el empate parcial en la victoria 2-1.
En 2015 tuvo pocas oportunidades de jugar pero logró la obtención de su único título nacional, La Supercopa Argentina 2015. Con la llegada del nuevo técnico, Pablo Guede, en el 2016 
comenzó jugando como titular en la mayoría de los partidos y con algunas buenas actuaciones. En 2017 se rompió los ligamentos y estuvo un año sin jugar. Volvió recién a las canchas el 21 de septiembre de 2018 en un encuentro frente a Patronato en el cual convirtió el 3-2 para que San Lorenzo ganase el partido.

## Estadísticas
Actualizado al 28 de octubre de 2024
| Club                                  | Div.           | Temporada      | Liga  | Liga  | Copas nacionales(1) | Copas nacionales(1) | Torneos internacionales(2) | Torneos internacionales(2) | Total | Total | Media goleadora(3) |
| Club                                  | Div.           | Temporada      | Part. | Goles | Part.               | Goles               | Part.                      | Goles                      | Part. | Goles | Media goleadora(3) |
| ------------------------------------- | -------------- | -------------- | ----- | ----- | ------------------- | ------------------- | -------------------------- | -------------------------- | ----- | ----- | ------------------ |
| Gimnasia y Esgrima La Plata Argentina | 2.ª            | 2012           | 6     | 0     | —                   | —                   | —                          | —                          | 6     | 0     | 0                  |
| Gimnasia y Esgrima La Plata Argentina | 2.ª            | 2012-13        | 36    | 1     | —                   | —                   | —                          | —                          | 36    | 1     | 0.03               |
| Gimnasia y Esgrima La Plata Argentina | 1.ª            | 2013-14        | 35    | 2     | —                   | —                   | —                          | —                          | 35    | 2     | 0.06               |
| Gimnasia y Esgrima La Plata Argentina | Total          | Total          | 77    | 3     | 0                   | 0                   | 0                          | 0                          | 77    | 3     | 0.04               |
| Copenhague Dinamarca                  | 1.ª            | 2014           | 1     | 0     | —                   | —                   | —                          | —                          | 1     | 0     | 0                  |
| Copenhague Dinamarca                  | Total          | Total          | 1     | 0     | 0                   | 0                   | 0                          | 0                          | 1     | 0     | 0                  |
| Genoa · Italia                        | 1.ª            | 2014           | 1     | 0     | 1                   | 0                   | —                          | —                          | 2     | 0     | 0                  |
| Genoa · Italia                        | Total          | Total          | 1     | 0     | 1                   | 0                   | 0                          | 0                          | 2     | 0     | 0                  |
| San Lorenzo Argentina                 | 1.ª            | 2015           | 14    | 1     | 3                   | 0                   | 7                          | 0                          | 24    | 1     | 0.04               |
| San Lorenzo Argentina                 | 1.ª            | 2016           | 13    | 1     | —                   | —                   | 5                          | 0                          | 18    | 1     | 0.06               |
| San Lorenzo Argentina                 | 1.ª            | 2016-17        | 24    | 0     | 3                   | 0                   | 14                         | 0                          | 41    | 0     | 0                  |
| San Lorenzo Argentina                 | 1.ª            | 2017-18        | 2     | 0     | 1                   | 0                   | 4                          | 0                          | 7     | 0     | 0                  |
| San Lorenzo Argentina                 | 1.ª            | 2018           | 6     | 1     | 2                   | 0                   | —                          | —                          | 8     | 1     | 0.13               |
| San Lorenzo Argentina                 | Total          | Total          | 59    | 3     | 9                   | 0                   | 30                         | 0                          | 98    | 3     | 0.03               |
| Gimnasia y Esgrima La Plata Argentina | 1.ª            | 2019           | 8     | 0     | 3                   | 0                   | —                          | —                          | 11    | 0     | 0                  |
| Gimnasia y Esgrima La Plata Argentina | 1.ª            | 2019-20        | 10    | 0     | 2                   | 0                   | —                          | —                          | 12    | 0     | 0                  |
| Gimnasia y Esgrima La Plata Argentina | Total          | Total          | 8     | 2     | 20                  | 0                   | 2                          | 0                          | 30    | 2     | 0.07               |
| Gimnasia y Esgrima La Plata Argentina | Total Gimnasia | Total Gimnasia | 95    | 3     | 5                   | 0                   | 0                          | 0                          | 100   | 3     | 0.03               |
| Atlético Tucumán Argentina            | 1.ª            | 2020           | 0     | 0     | 10                  | 0                   | 2                          | 0                          | 12    | 0     | 0                  |
| Atlético Tucumán Argentina            | 1.ª            | 2021           | 16    | 2     | 10                  | 0                   | 0                          | 0                          | 26    | 2     | 0.08               |
| Atlético Tucumán Argentina            | Total          | Total          | 16    | 2     | 20                  | 0                   | 2                          | 0                          | 38    | 2     | 0.05               |
| Fotbal Club Botoșani · Rumania        | 1.ª            | 2022-23        | 12    | 0     |                     | 0                   | —                          | —                          | 12    | 0     | 0                  |
| Fotbal Club Botoșani · Rumania        | Total          | Total          | 12    | 0     | 0                   | 0                   | 0                          | 0                          | 12    | 0     | 0                  |
| Aquila 1902 Montevarchi · Italia      | 3.ª            | 2022-23        | 9     | 0     | 0                   | 0                   | —                          | —                          | 9     | 0     | 0                  |
| Aquila 1902 Montevarchi · Italia      | Total          | Total          | 9     | 0     | 0                   | 0                   | 0                          | 0                          | 9     | 0     | 0                  |
| Ferro Carril Oeste Argentina          | 2.ª            | 2024           | 31    | 0     | —                   | —                   | —                          | —                          | 31    | 0     | 0                  |
| Ferro Carril Oeste Argentina          | Total          | Total          | 31    | 0     | 0                   | 0                   | 0                          | 0                          | 31    | 0     | 0                  |
| Total carrera                         | Total carrera  | Total carrera  | 216   | 8     | 15                  | 0                   | 30                         | 0                          | 291   | 8     | 0.03               |

## Palmarés

### Campeonatos nacionales
| Título              | Club        | Sede      | Año  |
| ------------------- | ----------- | --------- | ---- |
| Supercopa Argentina | San Lorenzo | Argentina | 2015 |